# Sistema Brasileiro de Televisão
Sistema Brasileiro de Televisão (SBT) är en brasiliansk TV-kanal, som ägs av Grupo Silvio Santos.